# Tacuba Nueva
Tacuba Nueva är en ort i Mexiko.   Den ligger i kommunen Chilón och delstaten Chiapas, i den sydöstra delen av landet, 800 km öster om huvudstaden Mexico City. Tacuba Nueva ligger 913 meter över havet och antalet invånare är 1 189.
Terrängen runt Tacuba Nueva är kuperad åt sydost, men åt nordväst är den bergig. Runt Tacuba Nueva är det ganska tätbefolkat, med 129 invånare per kvadratkilometer. Närmaste större samhälle är Yajalón, 10,0 km norr om Tacuba Nueva. Omgivningarna runt Tacuba Nueva är en mosaik av jordbruksmark och naturlig växtlighet.